# 4Ever (Prince-válogatásalbum)
A 4Ever, más néven Prince 4Ever, Prince válogatásalbuma, amely 2016. november 22-én jelent meg. Az első kiadott album Prince 2016. április 21-i halála után.
A kétlemezes kiadáson 40 dal szerepel a zenész a Warner Bros. Records-szal eltöltött időszakából az 1978-as For You és az 1993-as The Hits/The B-Sides albumok között. Az első kollekció, amelyen szerepel a "Batdance" az 1989-es Batman-film filmzenei albumáról.
A 4Ever-en először jelent meg a "Moonbeam Levels", amely korábban csak rossz minőségben, bootleg verzióban volt megtalálható. A dal az 1982-es 1999 készítése közben volt felvéve és részese lett volna a végül nem megjelenő Rave unto the Joy Fantastic albumnak.

## Számlista
| 1.  | 1999 (single version)                  | 1999 (1982)                          | 3:38 |
| 2.  | Little Red Corvette (single version)   | 1999                                 | 3:08 |
| 3.  | When Doves Cry (single version)        | Purple Rain (1984)                   | 3:48 |
| 4.  | Let's Go Crazy (single version)        | Purple Rain                          | 3:50 |
| 5.  | Raspberry Beret                        | Around the World in a Day (1985)     | 3:35 |
| 6.  | I Wanna Be Your Lover (single version) | Prince (1979)                        | 3:00 |
| 7.  | Soft and Wet                           | For You (1978)                       | 3:05 |
| 8.  | Why You Wanna Treat Me So Bad?         | Prince                               | 3:50 |
| 9.  | Uptown (single version)                | Dirty Mind (1980)                    | 4:12 |
| 10. | When You Were Mine                     | Dirty Mind                           | 3:45 |
| 11. | Head                                   | Dirty Mind                           | 4:45 |
| 12. | Gotta Stop (Messin' About)             | nem albumon szereplő kislemez (1981) | 2:57 |
| 13. | Controversy (single version)           | Controversy (1981)                   | 3:39 |
| 14. | Let's Work (single version)            | Controversy                          | 3:04 |
| 15. | Delirious (single version)             | 1999                                 | 2:41 |
| 16. | I Would Die 4 U (single version)       | Purple Rain                          | 3:00 |
| 17. | Take Me with U (single version)        | Purple Rain                          | 3:44 |
| 18. | Paisley Park                           | Around the World in a Day            | 4:45 |
| 19. | Pop Life                               | Around the World in a Day            | 3:45 |
| 20. | Purple Rain                            | Purple Rain                          | 8:42 |

| 1.  | Kiss (single version)                                     | Parade (1986)                  | 3:46 |
| 2.  | Sign o' the Times (single version)                        | Sign o' the Times (1987)       | 3:43 |
| 3.  | Alphabet St. (single version)                             | Lovesexy (1988)                | 2:26 |
| 4.  | Batdance (single version)                                 | Batman (1989)                  | 4:07 |
| 5.  | Thieves in the Temple                                     | Graffiti Bridge (1990)         | 3:21 |
| 6.  | Cream                                                     | Diamonds and Pearls (1991)     | 4:13 |
| 7.  | Mountains                                                 | Parade                         | 4:00 |
| 8.  | Girls & Boys (single version)                             | Parade                         | 3:28 |
| 9.  | If I Was Your Girlfriend (single version)                 | Sign o' the Times              | 3:46 |
| 10. | U Got the Look                                            | Sign o' the Times              | 3:47 |
| 11. | I Could Never Take the Place of Your Man (single version) | Sign o' the Times              | 3:41 |
| 12. | Glam Slam (single version)                                | Lovesexy                       | 3:30 |
| 13. | Moonbeam Levels                                           | korábban nem jelent meg (1982) | 4:06 |
| 14. | Diamonds and Pearls (single version)                      | Diamonds and Pearls            | 4:20 |
| 15. | Gett Off (UK single remix)                                | Diamonds and Pearls            | 4:00 |
| 16. | Sexy MF                                                   | Love Symbol (1992)             | 5:26 |
| 17. | My Name Is Prince (single version)                        | Love Symbol                    | 4:04 |
| 18. | 7 (single version)                                        | Love Symbol                    | 4:23 |
| 19. | Peach                                                     | The Hits/The B-Sides (1993)    | 3:48 |
| 20. | Nothing Compares 2 U (single version)                     | The Hits/The B-Sides           | 4:19 |

## Slágerlisták, minősítések

### Slágerlisták
| Slágerlista (2016–17)                 | Legmagasabb pozíció |
| ------------------------------------- | ------------------- |
| Ausztrál Albumok (ARIA)               | 36                  |
| Osztrák Albumok (Ö3 Austria)          | 64                  |
| Belga Albumok (Ultratop Flanders)     | 11                  |
| Belga Albumok (Ultratop Wallonia)     | 46                  |
| Kanadai Albumok (Billboard)           | 40                  |
| Holland Albumok (Album Top 100)       | 10                  |
| Francia Albumok (SNEP)                | 41                  |
| Német Albumok (Offizielle Top 100)    | 87                  |
| Magyar Albumok (MAHASZ)               | 18                  |
| Ír Albumok (IRMA)                     | 15                  |
| Olasz Albumok (FIMI)                  | 64                  |
| New Zealand Heatseeker Albums (RMNZ)  | 1                   |
| Portugál Albumok (AFP)                | 29                  |
| Skót Albumok (OCC)                    | 22                  |
| Svájci Albumok (Schweizer Hitparade)  | 21                  |
| UK Albums (OCC)                       | 21                  |
| UK R&B Albums (OCC)                   | 2                   |
| US Billboard 200                      | 33                  |
| US Top R&B/Hip-Hop Albums (Billboard) | 4                   |
| Slágerlista (2019)                    | Legmagasabb pozíció |
| Spanyol Albumok (PROMUSICAE)          | 45                  |

| Év   | Slágerlista                           | Pozíció |
| ---- | ------------------------------------- | ------- |
| 2016 | Belga Albumok (Ultratop Flanders)     | 150     |
| 2016 | UK Albums (OCC)                       | 86      |
| 2017 | Belga Albumok (Ultratop Flanders)     | 152     |
| 2017 | US Billboard 200                      | 158     |
| 2017 | US Top R&B/Hip-Hop Albums (Billboard) | 63      |

### Minősítések
| Régió                | Minősítés | Példányszám |
| -------------------- | --------- | ----------- |
| United Kingdom (BPI) | Gold      | 100,000     |